# Регионална библиотека „Захарий Княжески“
Регионална библиотека „Захарий Княжески“ е библиотека в Стара Загора.

## История и настояще
Окръжната библиотека е създадена през април 1954 г. с решение на Изпълнителния комитет на Градския народен съвет в Стара Загора. Открита е с отдели Обработка, Заемна, Детски, Читалня, Методичен на 3 април 1955 г. Избира за свой патрон Захарий Княжески и взема неговото име през 1967 г.
Получава орден „Кирил и Методий“ 1-ва степен през 1980 г. Библиотеката е преименувана от окръжна на универсална научна през 1989 г.
Тя е сред първите библиотеки в България, които прилагат новости в библиотечната теория и практика и обслужването на читателите – свободен достъп до книгите (1962 г.), автоматизация на библиотечните процеси (1994 г.), интернет достъп до каталозите и картотеките на библиотеката.
През 2007 г. Регионалната библиотека е преместена в сградата на бул. „Руски“ № 44 (бившия Партиен дом) на площ от 7300 кв. м. Разположението в централната градска част, мултифункционалните зали и фоайета я правят духовно средище за старозагорци и предпочитан партньор на културни институции, учебни заведения, неправителствени организации и други. Ежегодно се реализират над 200 инициативи като обучения, семинари, конференции, срещи, представяния на книги и филми, концерти, изложби и фестивали, които се посещават от над 26 000 души.
През 2016 г. библиотеката получава наградата „Христо Г. Данов“ в категорията „Библиотеки и библиотечно дело“ за съществен принос в националната книжовна култура.
Регионална библиотека „Захарий Княжески“ е член на Българската библиотечно-информационна асоциация (ББИА) и на семейството на обществените библиотеки във Фондация „Глобални библиотеки – България“.

## Структура и дейност
Фондът на библиотеката наброява над 430 000 библиотечни документа от всички отрасли на знанието, организирани в традиционни и електронни каталози (ЕК).  С цел повишаване качеството на обслужване и привличане на нови читатели институцията търси възможности за ритмично обновяване на фонда си. Издирва, опазва и осигурява достъп до културното наследство и писмената памет на Стара Загора и областта. Притежава и съхранява колекция от редки и ценни издания и колекция от картички и снимки на Стара Загора и старозагорци. Личните библиотеки на общественика Недьо Александров и художника Димитър Караджов, дарени от техните наследници, както и личната библиотека на писателя Стоян Каролев се съхраняват в библиотеката. Поставено е началото на дигитализация на отделни колекции.
В структурата на библиотеката са включени 12 обслужващи звена, като комплексният отдел „Изкуство“, Ресурсният център за учебна литература по немски език, Руският център и Тийн зоната са единствени по цели и предлагани услуги в региона. Смисъл и цел на ежедневната работа на библиотеката е свободният достъп до информация, знание и идеи от първия досег с книгата, през образованието и ученето през целия живот, информационната грамотност, професионалното развитие и израстване, научните изследвания, до осмислянето на свободното време и четенето за удоволствие подобряват качеството на живот.
Регионалната библиотека координира дейността на над 180 библиотеки в областта, оказва им квалификационна и експертно-консултантската помощ, поради което освен текущата и постоянна продължаващата квалификация на персонала, експерти от библиотеката участват в образователни инициативи като обучители и/или консултанти.
Предоставя достъп до собствени и чужди електронни бази данни и предлага нови електронни услуги: каталог на библиотечните документи, справочна услуга „Попитай библиотекаря“, бюлетин „Нови книги“, образователен сайт Уча.се, правно-информационна система Апис, електронна библиотечна система IPR BOOKS (на руски език) и др.
Чрез работата си по проекти и програми библиотеката се утвърждава като място за свободен и равен достъп до собствена и чужда информация. На разположение са 15 компютъра за потребители и достъп до интернет за образователни, социални и научни цели. Направени са първите стъпки за достъпна архитектурна среда. Библиотеката разполага с 10 роботчета Финч и 6 броя Пчела роботи (Blue-Boot, Bee-Bot), придобити благодарение на Посолството на САЩ в България и Фондация „Глобални библиотеки – България“, с които провежда семинари по програмиране за деца. С цел подпомагане активния живот на възрастните хора се организират безплатни практически курсове „Компютърни и информационни умения за потребители 60+”. В Стара Загора са  подготвени първите консултанти по библиотерапия в България и издадено съответното помагало.
От 2017 г. библиотеката организира мобилни изложби, създадени по повод годишнини на заслужили личности, места и дати от историята на града ни, те са реализирани с финансовата подкрепа на Община Стара Загора. Интересът към изложбите е голям и те гостуват в областта и страната.
- „Какво ни завещаха...?” (2017) - Разказва за живота и делото на четирима старозагорски просветители: Захарий Княжески, Анастасия Тошева, Петър Иванов и Атанас Илиев.
- „Поздравъ от Стара Загора“ (2017) - включва пощенски картички и снимки от стария и съвременния град
- „Стари истории в ново време“ (2018) - отбелязват се годишнини от издаване на първите следосвобожденски периодични издания в Стара Загора
- „...ся положи... този основний камък за възобновление на града Стара Загора…” (2019) - посветена на 140 години от възстановяването на Стара Загора